# Paper Trail
Paper Trail är ett grammy-nominerat album av rapparen T.I., släppt den 30 september 2008. Det är hans sjätte studioalbum. 
Albumet debuterade på plats #1 på Billboard 200, och såldes i 568 000 kopior första veckan, vilket gör det till T.I.'s bäst säljande album första veckan, och det fjärde bästa under hela året. Det blev certifierat Platina i USA av Recording Industry Association of America (RIAA). Albumet fick generellt positiva omdömen. 
Albumet gästas av bland andra Rihanna, Ludacris, Usher, Jay-Z, Kanye West, Lil Wayne, John Legend och Justin Timberlake. 

## Låtlista
| Nr | Titel                                        | Kompositör(er)                                                                                        | Producent(er)                | Gästartist(er)                  | Längd | Noteringar                                                |
| -- | -------------------------------------------- | --- | ---------------------------- | ------------------------------- | ----- | --------------------------------------------------------- |
| 1  | "56 Bars (Intro)"                            | C. Harris/A. Davis                                                                                    | DJ Toomp                     |                                 | 3:02  |                                                           |
| 2  | "I'm Illy"                                   | C. Harris/C. Spencer                                                                                  | Chuck Diesel                 |                                 | 4:07  |                                                           |
| 3  | "Ready for Whatever"                         | C. Harris/C. Gholson/J. Frazier, Jr.                                                                  | Drumma Boy                   |                                 | 5:12  |                                                           |
| 4  | "On Top of the World"                        | C. Harris/J. Rosser/B. Rackey/C. Bridges/B. Simmons, Jr.                                              | Nard & B                     | Ludacris och B.o.B              | 5:00  |                                                           |
| 5  | "Live Your Life"                             | C. Harris/J. Smith/Makeba/Balan Dan Mahai                                                             | Just Blaze                   | Rihanna                         | 5:39  | Innehåller sampling "Dragostea din tei" av O-Zone.        |
| 6  | "Whatever You Like"                          | C. Harris/J. Scheffer/D. Siegel                                                                       | Jim Jonsin                   |                                 | 4:09  |                                                           |
| 7  | "No Matter What"                             | C. Harris/N. Hills                                                                                    | Danja                        |                                 | 5:15  |                                                           |
| 8  | "My Life Your Entertainment"                 | C. Harris/C. Gholson/K. V. Washington                                                                 | Drumma Boy                   | Usher                           | 4:56  |                                                           |
| 9  | "Porn Star"                                  | C. Harris/C. Quinn/K. V. Washington                                                                   | Lil C                        |                                 | 3:31  | Innehåller sång av Ricco Barrino.                         |
| 10 | "Swing Ya Rag"                               | C. Harris/K. Dean/A. Chambliss/J. Alexander                                                           | Swizz Beatz                  | Swizz Beatz                     | 3:19  |                                                           |
| 11 | "What Up, What's Haapnin'"                   | C. Harris/C. Gholson/H. Mason                                                                         | Drumma Boy                   |                                 | 5:01  | Innehåller sampling "Never Give You Up" med Harvey Mason. |
| 12 | "Every Chance I Get"                         | C. Harris/A. Davis                                                                                    | DJ Toomp                     |                                 | 4:49  |                                                           |
| 13 | "Swagga Like Us"                             | C. Harris/K. West/S. Carter/D. Carter/M. Arulpragasam/N. Headon/M. Jones/J. Mellor/T. Pentz/P. Simmon | Kanye West                   | Jay-Z, Kanye West och Lil Wayne | 5:27  | Innehåller delar från "Paper Planes" av M.I.A..           |
| 14 | "Slide Show"                                 | C. Harris/E. Williams/B. Simmons Jr.                                                                  | Elvis "Blac Elvis" Williams  | John Legend                     | 3:42  |                                                           |
| 15 | "You Ain't Missin' Nothing"                  | C. Harris/C. Gholson                                                                                  | Drumma Boy                   |                                 | 5:10  |                                                           |
| 16 | "Dead and Gone"                              | C. Harris/J. Timberlake/R. Tadross                                                                    | Rob Knox & Justin Timberlake | Justin Timberlake               | 4:59  |                                                           |
| *  | "Collect Call" (bonusspår på Itunes)         | C. Harris/Rosser J./Rackley B.                                                                        | Nard & B                     |                                 | 4:34  |                                                           |
| *  | "I Know You Missed Me" (bonusspår på Itunes) | C. Harris/Stroud E./Kim W.                                                                            | Two Band Geeks               |                                 | 3:12  |                                                           |

## Singlar
- "No Matter What"
  - Släppt: 6 maj 2008
- "Whatever You Like"
  - Släppt: 16 juli 2008
- "Swing Ya Rag"
  - Släppt: 26 augusti 2008
- "What Up, What's Haapnin'"
  - Släppt: 2 september 2008
- "Swagga Like Us"
  - Släppt: 6 september 2008
- "Live Your Life"
  - Släppt: 10 september 2008
- "Dead and Gone"
  - Släppt: 7 oktober 2008

## Listor
| Lista (2008)                           | List- position | Sålda ex  |
| -------------------------------------- | -------------- | --------- |
| Australien                             | 16             | 35.000    |
| Kanada                                 | 2              | 80.000    |
| Nederländerna                          | 60             |           |
| Europa Top 100                         | 69             |           |
| Frankrike                              | 51             |           |
| Irland                                 | 34             |           |
| Oricon (Japan)                         | 14             | 5.144     |
| Nya Zeeland                            | 9              | 7.500     |
| Norge                                  | 37             |           |
| Schweiz                                | 46             |           |
| Billboard 200 (USA)                    | 1              | 1.900.000 |
| Billboard Top R&B/Hip-Hop Albums (USA) | 1              | 1.900.000 |
| Billboard Top Rap Albums (USA)         | 1              | 1.900.000 |
| UK Albums Chart (Storbritannien)       | 42             | 120.000   |

## Recensioner
| - About.com länk - Allmusic länk - Rolling Stone länk - Entertainment Weekly (B+) länk - IGN (8.3/10) länk - Newsday (B) länk - Paste (75/100) länk - Pitchfork Media (6.2/10) länk - Slant Magazine länk - Vibe (positive) länk | - Aftonbladet länk - Arbetarbladet länk - Corren länk - Dagens Nyheter länk - Digifi länk - Expressen länk - Göteborgsposten länk - Groove länk - Helsingborgs Dagblad länk - Kristianstadsbladet länk - Sundsvalls tidning länk - Svenska Dagbladet (3/6) länk - Sydsvenskan länk |

## Utgivningsdatum
| Region         | Datum             |
| -------------- | ----------------- |
| Irland         | 26 september 2008 |
| Kanada         | 30 september 2008 |
| Japan          | 30 september 2008 |
| USA            | 30 september 2008 |
| Storbritannien | 24 november 2008  |
| Sydafrika      | 29 december 2008  |
| Jamaica        | 30 december 2008  |